# Ford Parklane
O Ford Parklane foi um carro produzido pela Ford Motor Company nos Estados Unidos durante o ano de 1956 unicamente. Lançado para competir com o Chevrolet Nomad, era baseado no Ford Ranch Wagon.